# Helga Beyer
Helga Beyer (4. Mai 1920 in Breslau – 1941 in Ravensbrück) war eine Widerstandskämpferin gegen den Nationalsozialismus. Ihr jüdischer Vater betrieb eine kleine florierende Lampen-Manufaktur in Breslau. Bereits mit 13 war Helga Beyer  Mitglied der KPO. Daneben war sie im deutsch-jüdischen Wanderbund Kameraden aktiv. Sie arbeitete als Kurierin im deutsch-tschechischen Grenzgebiet, überbrachte wertvolles Informationsmaterial, u. a. über den Exilvorstand der SPD, nach Breslau. Außerdem unterstützte sie mit Spendensammlungen untergetauchte Familien oder verhaftete Freunde. Am 28. Januar 1938 wurde sie  verhaftet in einem Hochverratsprozess zu dreieinhalb Jahren Gefängnis verurteilt und in der Folge im Konzentrationslager Ravensbrück inhaftiert. Dort verstarb sie mit 21 Jahren. Sie hinterließ eine Reihe von Briefen, die historisch ausgewertet wurden.